# Шактенважі
Шактенва́жі (рос. Шактенважи, марій. Шактемваж) — присілок у складі Гірськомарійського району Марій Ел, Росія. Входить до складу Виловатовського сільського поселення.

## Населення
Населення — 75 осіб (2010; 85 у 2002).
Національний склад (станом на 2002 рік):
- гірські марійці — 92 %